# イスブシェンスキーの突撃
サヴォイア騎兵連隊のイスブシェンスキーでの突撃（イスブシェンスキーのとつげき、英語: Charge of the Savoia Cavalleria at Izbushensky）は、イタリアの第3竜騎兵連隊「サヴォイア」とソビエト連邦の第812ライフル連隊（第304狙撃師団）が1942年8月24日にイスブシェンスキー（Избушенский）ハムレット（フトル）近郊のドン川 と コペル川付近の合流地点で衝突した出来事である。東部戦線の作戦の中ではあまり知られていない小規模な衝突ではあるが、イスブシェンスキーの突撃はイタリア軍にとって重要なプロパガンダとなっただけでなく、歴史上に残る最後の大規模騎兵突撃の一つとして記録されている。